# Sterling (band)
 For alternative betydninger, se Sterling. (Se også artikler, som begynder med Sterling)
Sterling er et dansk poprock-band der blev dannet i foråret 2000 i Århus, og består af Jonas Linnet, Ole Jeppesen og Mads Nygaard.

## Historie
Det der senere skulle blive til Sterling blev dannet i 1995 på Fjerritslev Gymnasium i Nordjylland. Her mødtes Mads Nygaard og Jonas Linnet og lavede projektet Novopop sammen med trommeslageren Ole Jeppesen. Fra 1997-1999 spiller de nogle koncerter og indspiller demobånd. I efteråret 1999 gik bandet i opløsning, men et halv år senere slutter de sig atter sammen. Denne gang under navnet Sterling, opkaldt efter den engelske Formel 1-kører Stirling Moss og Velvet Underground-guitaristen Sterling Morrisson. Bassisten Rasmus Bjerre bliver også en del af bandet.
I 2002 blev Sterling udvalgt til den første udgave af DR's demo-koncept Karrierekanonen på P3, samtidig med at de bliver udvalgt til at spille på årets SPOT Festival i Århus.
Debutalbummet Solo danser mama sjus udkom april 2004 via århusianske Bird Hits Plane. Singlen "Rødvin2004" endte på førstepladsen på Det Elektriske Barometer.
Bird Hits Plane blev nedlagt opløsning og gruppen fortsatte promotionarbejdet på egen hånd.
I starten af 2005 påbegyndte de indspilningerne til EP'en Estadio Camp-let, som bliver udsendt på Crunchy Frog. Sterling udsendte deres anden studiealbum Yndigt land på samme selskab i efteråret 2006.
I marts 2007 forlod bassist Rasmus Bjerre bandet.
Den 28. november 2008 udsendte gruppen deres første engelsksprogede album, Celebrations, i Tyskland under navnet Sterling International, for at undgå forvirring med andre bands af samme navn. Albummet består primært af sange fra Yndigt land samt enkelte ældre fra bagkataloget.
Sterling udgav deres tredje studiealbum, Tonemaskinen, den 8. marts 2010 på pladeselskabet Speed of Sound, der bl.a. drives af Kristian Leth. I den forbindelse blev den første single fra albummet, "Spring for dit liv", udsendt i november 2009. I marts 2010 udkom næste single, "Vi kommer aldrig hjem". Efter turnéen i kølvandet på albummet holdt Sterling lav profil, men opløstes aldrig.
I juni 2018 udgav gruppen for første gang i 8 år en ny single kaldet "Tsar Bomba". I oktober 2018 udkom EP'en "Sorte Tangenter", som senere kastede endnu en single af sig - "Mørket Vinder Ind".

## Medlemmer
| Nuværende - Jonas Linnet – guitar, kor (2000-i dag) - Ole Jeppesen – trommer, kor (2000-i dag) - Mads Nygaard – vokal, synthesizer (2000-i dag) | Tidligere - Rasmus Bjerre – bas, kor (2000-2007) |

## Diskografi
| Dansk - Solo danser mama sjus (2004) - Yndigt land (2006) - Tonemaskinen (2010) Engelsk - Celebrations (2008) - Estadio Camp-let (2005) - "Sorte Tangenter" (2018) | Dansk - "Rødvin 2004" (2004) - "Lyssværd" (2004) - "Ubesvaret opkald" (2005) - "Vinterfobi" (2005) - "Stereo" (2006) - "Ikke rigtig i mit hoved" (2006) - "Kom nu hjem" (2006) - "Den totale fred" (2007) - "Julesingle" (2008) - "Spring for dit liv" (2009) - "Vi kommer aldrig hjem" (2010) Engelsk - "You Only Dance Lonely" (2008) - "Love Uranium" (2009) - "Borderline Insanity" (2009) |